# FPR3
FPR3 (англ. Formyl peptide receptor 3) – білок, який кодується однойменним геном, розташованим у людей на короткому плечі 19-ї хромосоми. Довжина поліпептидного ланцюга білка становить 353 амінокислот, а молекулярна маса — 39 965.
| 10         |  | 20         |  | 30         |  | 40         |  | 50         |
| ---------- |  | ---------- |  | ---------- |  | ---------- |  | ---------- |
| METNFSIPLN |  | ETEEVLPEPA |  | GHTVLWIFSL |  | LVHGVTFVFG |  | VLGNGLVIWV |
| AGFRMTRTVN |  | TICYLNLALA |  | DFSFSAILPF |  | RMVSVAMREK |  | WPFGSFLCKL |
| VHVMIDINLF |  | VSVYLITIIA |  | LDRCICVLHP |  | AWAQNHRTMS |  | LAKRVMTGLW |
| IFTIVLTLPN |  | FIFWTTISTT |  | NGDTYCIFNF |  | AFWGDTAVER |  | LNVFITMAKV |
| FLILHFIIGF |  | SVPMSIITVC |  | YGIIAAKIHR |  | NHMIKSSRPL |  | RVFAAVVASF |
| FICWFPYELI |  | GILMAVWLKE |  | MLLNGKYKII |  | LVLINPTSSL |  | AFFNSCLNPI |
| LYVFMGRNFQ |  | ERLIRSLPTS |  | LERALTEVPD |  | SAQTSNTDTT |  | SASPPEETEL |
| QAM        |  |            |  |            |  |            |  |            |

A: Аланін

C: Цистеїн

D: Аспарагінова кислота

E: Глутамінова кислота

F: Фенілаланін

G: Гліцин

H: Гістидин

I: Ізолейцин

K: Лізин

L: Лейцин

M: Метіонін

N: Аспарагін

P: Пролін

Q: Глутамін

R: Аргінін

S: Серин

T: Треонін

V: Валін

W: Триптофан

Кодований геном білок за функціями належить до рецепторів, g-білокспряжених рецепторів, білків внутрішньоклітинного сигналінгу. 
Задіяний у такому біологічному процесі, як хемотаксис. 
Локалізований у клітинній мембрані, мембрані.